# 烏干達第一共和國
烏干達第一共和國（英語：First Republic of Uganda），1967年前稱烏干達獨立國（英語：Sovereign State of Uganda），是烏干達廢止君主立憲，結束與英國的關係後建立的政權。